# خط عرض 32° جنوب
خط عرض 32° جنوب هي إحدى دوائر العرض الجغرافية، وهي دوائر وهمية تحيط بالكرة الأرضية، وموازية لخط الاستواء، وتتميز هذه الدائرة بأن الأراضي الواقعة عليها تنتمي للمنطقة المعتدلة الدفيئة.

## حول العالم
خط عرض 32° جنوب يبدأ من خط الزوال الأولي ويتجه شرقا ويمر عبر:
| الإحداثيات                           | البلد أو الإقليم أو البحر | ملاحظات                                           |
| ------------------------------------ | ------------------------- | ------------------------------------------------- |
| 32°0′S 0°0′E / 32.000°S 0.000°E      | المحيط الأطلسي            |                                                   |
| 32°0′S 18°17′E / 32.000°S 18.283°E   | جنوب إفريقيا              | كيب الغربية كيب الشمالية Western Cape كيب الشرقية |
| 32°0′S 29°8′E / 32.000°S 29.133°E    | المحيط الهندي             |                                                   |
| 32°0′S 115°29′E / 32.000°S 115.483°E | أستراليا                  | أستراليا الغربية – Rottnest Island                |
| 32°0′S 115°33′E / 32.000°S 115.550°E | المحيط الهندي             |                                                   |
| 32°0′S 115°45′E / 32.000°S 115.750°E | أستراليا                  | أستراليا الغربية – مرورا عبر برث                  |
| 32°0′S 128°15′E / 32.000°S 128.250°E | المحيط الهندي             | الخليج الأسترالي العظيم                           |
| 32°0′S 132°9′E / 32.000°S 132.150°E  | أستراليا                  | جنوب أستراليا                                     |
| 32°0′S 132°26′E / 32.000°S 132.433°E | المحيط الهندي             | الخليج الأسترالي العظيم                           |
| 32°0′S 132°51′E / 32.000°S 132.850°E | أستراليا                  | جنوب أستراليا نيوساوث ويلز                        |
| 32°0′S 152°34′E / 32.000°S 152.567°E | المحيط الهادئ             | مرورا بجنوب هرم بولز, أستراليا                    |
| 32°0′S 71°31′W / 32.000°S 71.517°W   | تشيلي                     |                                                   |
| 32°0′S 70°14′W / 32.000°S 70.233°W   | الأرجنتين                 | مرورا بجنوب روساريو (32°57′S 60°40′W)             |
| 32°0′S 58°9′W / 32.000°S 58.150°W    | الأوروغواي                |                                                   |
| 32°0′S 53°51′W / 32.000°S 53.850°W   | البرازيل                  | ريو غراندي دو سول                                 |
| 32°0′S 51°56′W / 32.000°S 51.933°W   | المحيط الأطلسي            |                                                   |